# Juan Antonio Ríos Morales
Juan Antonio Ríos Morales (Cañete, 10 november 1888 – Santiago, 27 juni 1946) was een Chileens staatsman. Hij was van 2 april 1942 tot zijn overlijden president van Chili.

## Biografie
Ríos was afkomstig uit een welvarende familie. Hij verloor zijn vader al op jonge leeftijd en werd samen met zijn broers opgevoed door zijn moeder. Hij studeerde rechten aan de hogeschool van Concepción (de latere Universiteit van Concepción) en promoveerde in 1914. Hij werkte aanvankelijk als griffier bij de rechtbank van Lebu maar ging later voor een advocatenkantoor werken. In dezelfde periode werd hij lid van de Partido Radical (Radicale Partij). Hij was enige tijd wethouder te Lebu en voorzitter van de regionale jeugdafdeling van de PR. Hij behoorde tot de conservatieve vleugel van zijn partij.
Ríos was in 1920 coördinator van het campagneteam van presidentskandidaat Arturo Alessandri in het zuiden van het land. Na de verkiezing van Alessandri tot president werd hij benoemd tot consul-generaal van Chili in Panama. Op 21 oktober 1921 trouwde hij met Marta Ide Pereira (1899-1990) bij wie hij drie zoons had. In 1924 werd hij in de Kamer van Afgevaardigden gekozen. Nog in datzelfde jaar werd Alessandri door middel van een militaire staatsgreep tot aftreden gedwongen. In 1925 speelde hij een rol in de staatsgreep die de terugkeer van Alessandri als president regelde. Hij werd hij door Alessandri tot lid van het comité benoemd dat zich bezighield met de herziening van de grondwet die de positie van de president versterkte ten koste van het Congres.  
Tijdens de dictatuur van Carlos Ibáñez del Campo (1927-1931) was Ríos voorzitter van de radicale partij (1927-1930). De partij zette zich af tegen president Ibáñez, maar Ríos zelf had niet zoveel bezwaren tegen het beleid van de dictator. Hij diende in de benoemde Senaat (1927-1931). Na de val Ibáñez werd Ríos uit de radicale partij gezet vanwege zijn weinig kritische opstelling. Na de staatsgreep van 1932, waarna de socialistische republiek werd uitgeroepen, werd (de behoudende) Ríos minister van Binnenlandse Zaken onder de socialistische junta-leider Carlos Dávila. In die functie zette hij zich in voor het herstel van gezag en orde. Hij nam het initiatief tot de vervolging van leidinggevende figuren binnen de Partido Comunista (Communistische Partij). Later dat jaar speelde hij een rol in het ten val brengen van de socialistische republiek. De interim-president, generaal Bartolomé Blanche, benoemde Ríos tot minister van Justitie. Na de verkiezingsoverwinning van Alessandri later dat jaar trad Ríos terug. Van 1933 tot 1937 was hij opnieuw lid van de Kamer van Afgevaardigden.
In 1936 werd Ríos weer toegelaten tot de radicale partij. De Partido Radical trad in 1937 toe tot het Frente Popular, het volksfront van linkse partijen. Hoewel niet onverdeeld gelukkig met de nieuwe linkse koers van de radicalen, bleef Ríos de partij trouw. Na de verkiezing van de kandidaat van het Volksfront, Pedro Aguirre Cerda, tot president, bood de laatste hem een diplomatieke post aan, hetgeen Ríos echter van de hand wees. Later aanvaardde hij de benoeming tot directeur van de staatshypotheekbank (Caja de Crédito Hipotecario). Als leidend figuur van de rechtervleugel van zijn partij was de leider van de linkervleugel der radicalen, Gabriel González Videla, zijn grootste rivaal. Na het overlijden van president Aguirre in november 1941, stelde Ríos zich kandidaat voor het presidentschap. De voormalige volksfrontpartijen schaarden zich achter zijn kandidatuur. Twee dagen voor de voorverkiezingen van het Volksfront keerde zijn rivaal González echter uit Europa terug en stelde zich eveneens kandidaat. Hij wist González nipt te verslaan. 
Omdat de volksfrontpartijen de kandidatuur van Ríos ondersteunden werd hij in februari 1942 met 56% van de stemmen tot president van Chili gekozen.

### Presidentschap
Op 4 april 1942 legde Ríos de eed als president af. Direct na het aanvaarden van zij ambt werd hij geconfronteerd met de Tweede Wereldoorlog. Chili was neutraal en Ríos wilde dat graag zo houden. De partijen die zijn verkiezing echter hadden gesteund wilden echter dat de Chileense regering de oorlog zou verklaren aan de asmogendheden en deel zou nemen aan de strijd. Ríos bleef echter bij zijn standpunt ondanks de druk die werd uitgeoefend door met name de Verenigde Staten van Amerika. Uiteindelijk zwichtte Ríos voor de druk en verbrak de diplomatieke betrekkingen met de asmogendheden (in ruil voor economische steun). Chili besloot wel om in 1945 de oorlog te verklaren aan Japan. De voornaamste reden voor de opstelling van de president in dezen was - naast de pro-Duitse legertop - het grote aantal Duitse en Oostenrijkse immigranten dat zich in de loop der jaren in Chili hadden gevestigd. Ríos wilde hen niet tegen zich in het harnas jagen. Ook profiteerde de Chileense economie van de handel met Duitsland.
Een ander heikel punt was de diplomatieke erkenning van de Sovjet-Unie. Dit laatste was de wens van de volksfrontpartijen, maar Ríos voelde hier niets voor. Pas na de oorlogsverklaring aan de asmogendheden erkende de regering de Sovjet-Unie. In 1944 verbrak Chili de betrekkingen met het Spanje van generaal Franco; iets waar Ríos zich aanvankelijk tegen verzette. 
Als president weigerde Ríos consequent om de communisten in zijn regering op te nemen, ook al was hij mede dankzij hun steun tot president gekozen. Hij kon zich dit niettemin permitteren omdat hij bij de vorming van zijn regering ook leden van de oppositie liet toetreden tot zijn kabinet. Zo wist hij zich verzekerd van de parlementaire steun van een aantal oppositiepartijen. De meeste van de ministers in zijn regering, ook zijn partijgenoten, behoorden tot het conservatieve kamp. Dit leidde tot verzet binnen zijn eigen radicale partij. De PR eiste van de president dat hij ook leden van de linkervleugel van de partij zou opnemen in zijn regering. Aanvankelijk voelde Ríos hier niets voor en verordende de partijleiding het aftreden van alle radicale ministers. Pas toen duidelijk werd dat Ríos terminaal ziek was, gaf hij toe en benoemde een nieuwe regering waarin ook linkse ministers zitting hadden.

### Dood
Ríos leed de laatste periode van zijn leven aan kanker. Als gevolg van zijn ziekte droeg hij op 17 januari 1946 zijn presidentiële bevoegdheden over aan zijn minister van Binnenlandse Zaken, Alfredo Duhalde. Hij overleed op 27 juni van dat jaar in zijn villa in La Reina, Santiago. Hij werd 57 jaar oud. Zijn vrouw overleefde hem bijna 45 jaar.
Juan Antonio Ríos was een vrijmetselaar.